# Hattie Caraway
Hattie Ophelia Wyatt Caraway  (nascida em 1 de fevereiro de 1878, no Tennessee - 21 de dezembro de 1950, na Virgínia) foi uma política norte-americana do Arkansas. Foi a segunda senadora dos Estados Unidos, e a primeira a ser eleita diretamente.

## Biografia
Nasceu nas redondezas de Bakerville, no Tennessee, no Condado de Humphreys, filha de William Carroll Wyatt, um fazendeiro e comerciante, e Mildred Lucy Burch. Aos quatro anos de idade se mudou com sua família para Hustburg, no Tennessee. Ela foi professora por um tempo antes de se casar em 1902, com Thaddeus H. Caraway.Eles se conheceram na faculdade e tiveram três filhos: Paul, Forrest e Robert. O casal mudou-se para Jonesboro, Arkansas, onde ela foi dona de casa, enquanto seu marido começava sua carreira política.
Seu marido foi eleito representante do 1º distrito do Arkansas em 1912 e serviu no cargo até 1921 quando foi eleito para o Senado dos Estados Unidos,onde foi membro até 1931. Após seu marido morrer o governador do Arkansas Harvey Parnell nomeou Hattie Caraway para a vaga, e ela foi empossada no cargo em 9 de dezembro de 1931. Com o apoio do Partido Democrata do Arkansas, ela venceu com facilidade uma eleição especial realizada em janeiro de 1932 para os meses  restantes do mandato, tornando-se a primeira mulher eleita para o Senado dos Estados Unidos.

### Histórico eleitoral
Primária democrata, 9 de agosto de 1932
|  | Democrata | Hattie Caraway               | 127 702 | 44,73% |
|  | Democrata | Ossee Lee "O. L." Bodenhamer | 63 858  | 22,37% |
|  | Democrata | Vincent M. Miles             | 30 423  | 10,66% |
|  | Democrata | Gov. Charles H. Brough       | 26 207  | 9,18%  |
|  | Democrata | Sen. William F. Kirby        | 21 448  | 7,51%  |
|  | Democrata | W. G. Hutton                 | 8 922   | 3,12%  |
|  | Democrata | Melbourne M. Martin          | 6 961   | 2,44%  |

Eleição geral, 8 de novembro de 1932
|  | Democrata   | Hattie Caraway | 187 994 | 89,71% |
|  | Republicano | John H. White  | 21 558  | 10,29% |

Primária democrata, 9 de agosto de 1938
|  | Democrata | Hattie Caraway             | 145 472 | 51,04% |
|  | Democrata | Rep. John Little McClellan | 134 708 | 47,27% |
|  | Democrata | J. Rosser Venable          | 4 813   | 1,69%  |

Eleição geral, 8 de novembro de 1938
|  | Democrata   | Hattie Caraway | 122 883 | 89,58% |
|  | Republicano | C. T. Atkinson | 14 290  | 10,42% |